# Sabine Impekoven
Sabine Impekoven (16 de junio de 1889 - 25 de abril de 1970) fue una actriz teatral y cinematográfica alemana, activa en la época del cine mudo.

## Biografía
Nacida en Colonia, Alemania, y hermana del también actor Toni Impekoven, debutó en 1907 en el Friedrich-Wilhelm-Städtischen Schauspielhaus de Berlín, formando parte de su compañía teatral hasta 1912. Ese mismo año empezó su carrera en el cine mudo. 
Las películas en las que trabajó eran las habituales de esa época, cortos de género cómico y grotesco o melodramas. Impekoven actuaba en ocasiones acompañando a Leo Peukert, a la vez que seguía trabajando como actriz en teatros como el berlinés Lustspielhaus. 
Tras un accidente de tráfico en 1926 en el que sufrió graves quemaduras, Sabine Impekoven se limitó a tareas de representación junto a su marido. Ella falleció en Fráncfort del Meno, Alemania, en 1970. Fue enterrada en el Cementerio Waldfriedhof de Munich junto a la tumba de su esposo. 

## Filmografía
| - 1912: Vorgluten des Balkanbrandes - 1913: Wie die Blätter... - 1913: Signes List - 1913: Fabrik-Marianne - 1913: Ein Ausgestoßener: 1º parte - Der junge Chef - 1913: Der Zopf - 1913: Das verschleierte Bild von Groß-Kleindorf - 1914: Die geheimnisvolle Villa - 1914: Es lebe der König! - 1919: Die Geliebte des Verbrecherkönigs | - 1919: Mein Leopold - 1920: Hasemanns Töchter - 1920: Lolos Vater - 1920: Doktor Klaus - 1921: Der Herr Papa - 1921: Der Herr Impresario - 1921: Freie Bahn dem Tüchtigen - 1922: Lohengrins Heirat - 1922: Der Herr Landrat - 1923: In der Nacht - in der Nacht |